# Arpajon
Arpajon é uma cidade da região da Île-de-France, ao norte da França, e situada no departamento de Essonne. Sua população é de 10 574 pessoas, conforme levantamento realizado em 2010.
Seus habitantes são conhecidos como Arpajonnais ou Arpajonnaises.

## Toponímia
Castra, Castra vico (em uma moeda merovíngia.), Castrinse territorium, Chastres por volta do ano 250, Châtres, Châtres-sous-Montlhéry no século XVII, Castra Arpajonis no século XVIII.

## História

### As origens
Na época da Gália romana, um castrum foi instalado no cruzamento entre a estrada de Lutécia para Cenabum e o Rio Orge no vale, no que era o território da tribo de Parisii. A descoberta em 1960 de vestígios, nomeadamente de um cemitério galo-romano, atesta esta ocupação milenar. A evolução do nome para "Chastres" às vezes é datada em torno do ano 250. Dois monumentos megalíticos permanecem, um no parque da biblioteca, o outro perto do Rémarde, uma inscrição em gaulês foi encontrada em 1947 e mantida no Museu de Saint-Germain-en-Laye.

### Época contemporânea, a ascensão de Arpajon
Durante a Revolução, a cidade escolheu portar o nome de Francval. Um costume existe de dar o nome do local de batismo como um segundo ou terceiro prenome: assim um menino é prenomeado "Francval" no ano II.
Em Arpajon, no dia 31 de agosto de 1930, o motociclista Joe Wright bateria a marca de Glenn Hammond Curtiss (marca não oficial, obtida em 1907, de 219,31 km/h), ao realizar o Motorcycle land-speed record e cravar a velocidade final de 220 km/h.